# 고응잠
고응잠(高應潛, ?~?)은 조선의 문신이다.

## 생애
조선 충청도 음성에서 태어난 그는 문과에 급제해 인제현감(麟蹄縣監)이되었으며, 임기가 끝난 뒤에는 고향의 부모를 봉양하며 지냈다. 1592년, 임진왜란이 발발하자 임금인 선조를 보필했으며, 해당 공으로 호성원종공신(扈聖原從功臣) 1등에 서훈(敍勳)되었다.